# 黄海夜鳞虫
黄海夜鳞虫（学名：Hesperonoe hwanghaiensis）为多鳞虫科夜鳞虫属的动物，是中国的特有物种。分布于黄海等海域，一般生活于黄海泥滩。